# Fortificazioni di Cattaro
Le fortificazioni di Cattaro sono un sistema integrato di fortificazioni storiche che avevano la funzione di proteggere la città medievale di Cattaro, in Montenegro.
Le fortificazioni di Cattaro includono mura, torri, cittadelle, porte, bastioni, forti, cisterne, un castello, e altri edifici e strutture accessori. Tutto il sistema difensivo è il risultato di secoli di architettura militare delle potenze di Illiria, Bisanzio, Venezia e Austria.
Insieme alla città vecchia e al suo ambiente naturale, le fortificazioni sono state inserite nell'elenco dei patrimoni mondiali dell'umanità nel 1979 all'interno del sito UNESCO della Regione naturale e storico-culturale delle Bocche di Cattaro. Nel 2017 la città fortificata di Cattaro è stata nuovamente inserita in un altro sito UNESCO denominato Opere di difesa veneziane tra XVI e XVII secolo: Stato da Terra-Stato da Mar occidentale.

## Storia
La cima della montagna di San Giovanni venne fortificata già durante il periodo illirico. Nel VI secolo l'imperatore Giustiniano I ricostruì la fortezza.
Con il ritiro dei Bizantini, nonostante le numerose incursioni, venne raggiunta l'indipendenza, ma ciò non ebbe effetti significativi sulle fortificazioni fino al 1420, quando l'allora indipendente Repubblica di Cattaro si diede spontaneamente alla Repubblica di Venezia, ottenendone in cambio la protezione contro l'avanzare dell'impero ottomano.
In quanto parte dell'Albania Veneta, le fortificazioni furono modificate nel loro aspetto attuale e subirono due assedi da parte degli Ottomani, i quali occuparono dal 1538 al 1571 e successivamente dal 1657 al 1699.
Nel 1797, alla caduta della Repubblica di Venezia, le fortificazioni e la città passarono alla monarchia asburgica a seguito del trattato di Campoformio.
Nel 1805 Cattaro venne assegnata al Regno d'Italia napoleonico (stato satellite del Primo Impero francese) a seguito del trattato di Presburgo, ma poi fu occupata della truppe russe comandate da Dmitrij Senjavin fino alla loro ritirata dopo il trattato di Tilsit del 1807; tre anni dopo la città fu annessa alle Province illiriche dell'Impero francese.
Le fortificazioni vennero attaccate durante l'assedio di Cattaro del 1813-1814, condotto dal capitano britannico William Hoste a bordo della nave HMS Bacchante e a cui i francesi dovettero arrendersi.
Dopo il Congresso di Vienna, Cattaro tornò all'Impero austriaco, il quale abbandonò la fortezza dopo la disfatta della prima guerra mondiale.
Da allora la fortezza di Cattaro non venne più utilizzata, anche se durante la seconda guerra mondiale le potenze dell'Asse occuparono la città, che venne liberata il 21 novembre 1944 dalle forze alleate.
Diversi e potenti terremoti hanno danneggiato le fortificazioni negli anni 1563 e 1667, mentre quello più recente risale al 15 aprile 1979.

## Descrizione

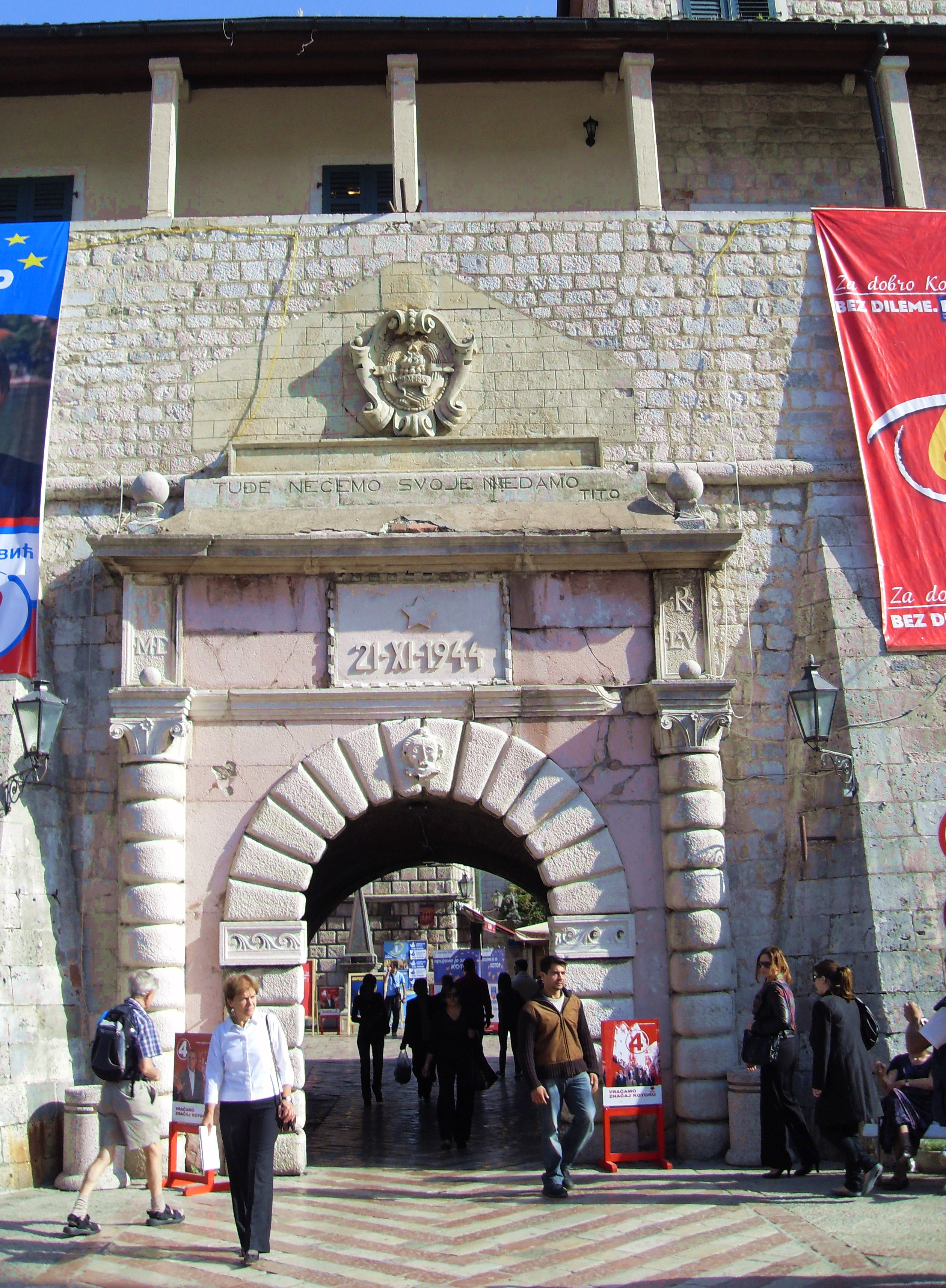
La Porta del Mare, ingresso principale alla città vecchia

La parte medievale della città di Cattaro si trova su un'area triangolare,  delimitata dall'estensione più interna della baia di Cattaro nel suo lato sud-occidentale, dal fiume Skurda a nord e dalla montagna di San Giovanni ad est.
Le mura cittadine proteggono la città dal lato nord e sud-ovest, verso il mare. Le pareti sono fortificate da bastioni, di cui quello più importante è la cosiddetta torre Kampana, e dalla cittadella (XIII-XIV secolo) che si trova all foce del fiume Skurda. Vicino a esso vi è la Porta del Mare (detta anche Porta Principale) del 1555, che permette l'accesso alla città dalla baia, mentre le altre due porte della città sono la Porta del Fiume (detta anche la Porta settentrionale) con il vicino bastione Bembo entrambi del 1540 e la Porta Gurdica (Porta meridionale), quest'ultima modificata più volte e fortificata dal Bastione Gurdico del 1470.
Il bastione Bembo è stato convertito in un teatro all'aperto.
Erano presenti altre due porte aggiuntive, una posta a sud della Porte del Mare, mentre l'altra (chiamata Porta di Spiljarsky) era all'interno dei bastioni della collina verso la vecchia strada per Cettigne.
Dal bastione Bembo e dal bastione Gurdico le mura salgono fino alla cima del monte San Giovanni che domina la città. I bastioni hanno posizioni in vari punti: al loro interno vi è una rete di passaggi di comunicazione, oltre ad altri edifici tra cui la Chiesa di Nostra Signora del Rimedio del 1518.
In cima alla montagna, a 280 metri di altezza sul livello del mare, si trova il castello di San Giovanni che domina la baia orientale, il sistema fortificazione e la città. Dietro la collina del castello, il terreno inabitabile e montuoso sale verso il Monte Lovćen.
Il perimetro delle mura esterne è lunga 4,5 km, con uno spessore compreso tra 2 e 16 m e un'altezza fino a 20 m.

## Tutela

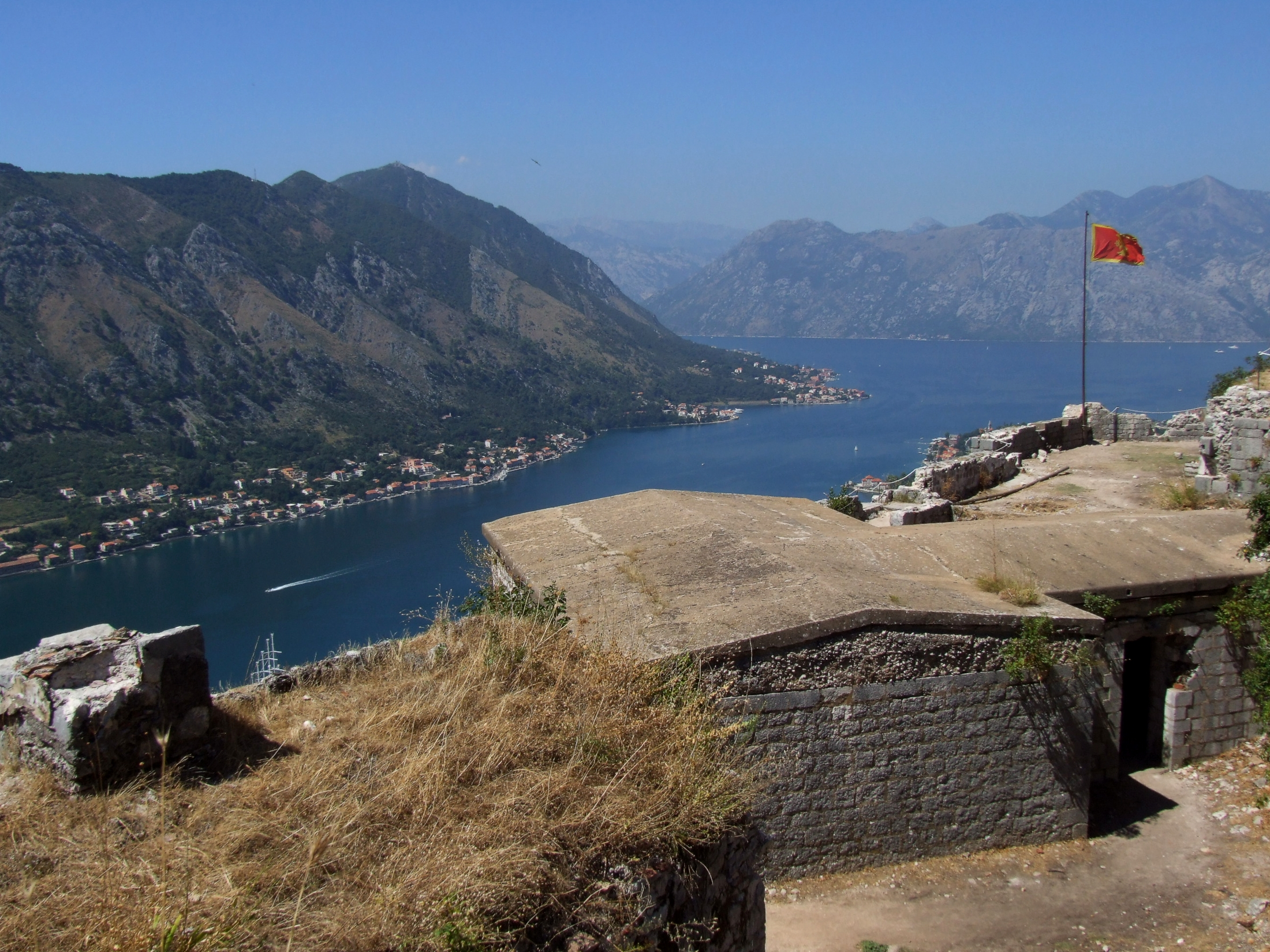
Baia di Cattaro vista dal castello di San Giovanni

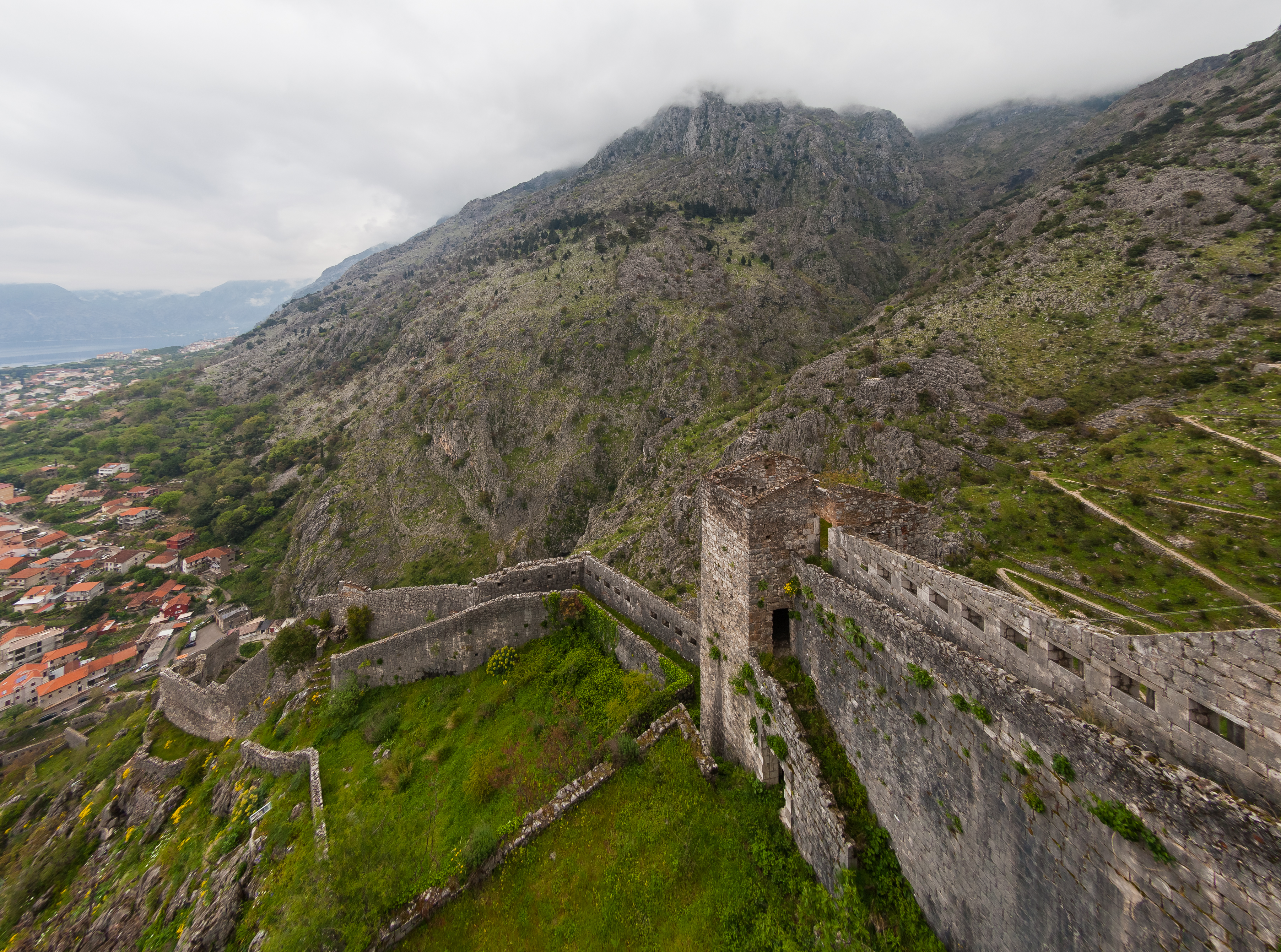

Il terremoto del 15 aprile 1979 danneggiò gran parte degli edifici di Cattaro, incluse le sue fortificazioni. A seguito di ciò, il sito venne inserito dall'UNESCO nell'elenco del patrimonio dell'umanità. Nello stesso anno il sito venne incluso anche nella lista dei patrimoni dell'umanità in pericolo, dove rimase fino al 2003 al termine dei restauri che interessarono principalmente la città vecchia.
Le fortificazioni sono l'aspetto più significativo del sito Regione naturale e storico-culturale delle Bocche di Cattaro, poiché contengono elementi architettonici, tra cui quelli della Repubblica di Venezia che costruì la maggior parte delle strutture presenti, che costituiscono uno dei più importanti esempi di difesa militare veneziana.
Il Consiglio Internazionale dei Monumenti e dei Siti (ICOMOS) sollecitò nel 2001 il restauro della fortezza; tale appello fu raccolto dalla Commissione europea che vide un interesse per la fortezza non solo per il suo evidente significato culturale, ma anche per preservarlo e svilupparlo come risorsa per il turismo, come parte importante dell'economia locale. All'epoca, le fortificazioni si trovavano in stato di totale abbandono fin dalla ritirata degli austriaci nel 1918; la mancata manutenzione, l'erosione, i terremoti e la vegetazione avevano contribuito ulteriormente al deterioramento; venne perciò proposto di ripristinare i bastioni della collina e della città, riparare le torri e i punti di interesse, realizzare percorsi e sentieri, rivitalizzare le costruzioni accessorie, tutto al fine di permettere l'accesso e la visita da parte dei turisti e sfruttare il suo potenziale economico.